# ポドリャスニク
ポドリャスニク（ギリシア語: ράσον もしくは αντερί, ロシア語: подрясник, 英語: inner cassock, anteri, podryasnik, or cassock）は、足首までの長さのある、教衆・修道士・男子神学生に着用される衣類。普段、全ての教衆が祭服の下にこれを着用する。リヤサを着用する際には、リヤサの下にポドリャスニクを着用する。
ポドリャスニクはロシア語: "подрясник"からの転写による表記。
ギリシア語: "αντερί"からはアンテリと転写・表記し得る。ギリシャ語では単にラソもしくはラーソ（ράσον）と呼ばれる事もあるが、ラソ（ラーソ）はエクソラソン（リヤサ）も指す語彙である。
英語: "inner cassock"からはインナーキャソック（インナーカソック）とも転写・表記し得る。